# メディナ郡 (テキサス州)
メディナ郡（英: Medina County）は、アメリカ合衆国テキサス州の中央部南に位置する郡である。2010年国勢調査での人口は46,006人であり、2000年の39,304人から17.1%増加した。郡庁所在地はホンド市（人口8,803人）であり、同郡で人口最大の町でもある。グアダルーペ郡は1848年に設立され、郡名はメディナ川に因んで名付けられた。
1913年に完成された時点で国内第4位の大きさだったメディナ・ダムがアメリカ合衆国国家歴史登録財に登録されている。メディナ湖を作ることになったその灌漑計画は、大半がメキシコ人の1,500人の労働者が、交替勤務で24時間働き、2年間でダムを完成させた。
メディナ郡はサンアントニオ大都市圏に属している。

## 地理
アメリカ合衆国国勢調査局に拠れば、郡域全面積は1,335平方マイル (3,456 km2)であり、このうち陸地1,328平方マイル (3,439 km2)、水域は7平方マイル (17 km2)で水域率は0.51%である。

### 主要高規格道路
- 州間高速道路35号線
- アメリカ国道90号線
- テキサス州道173号線

## ギャラリー

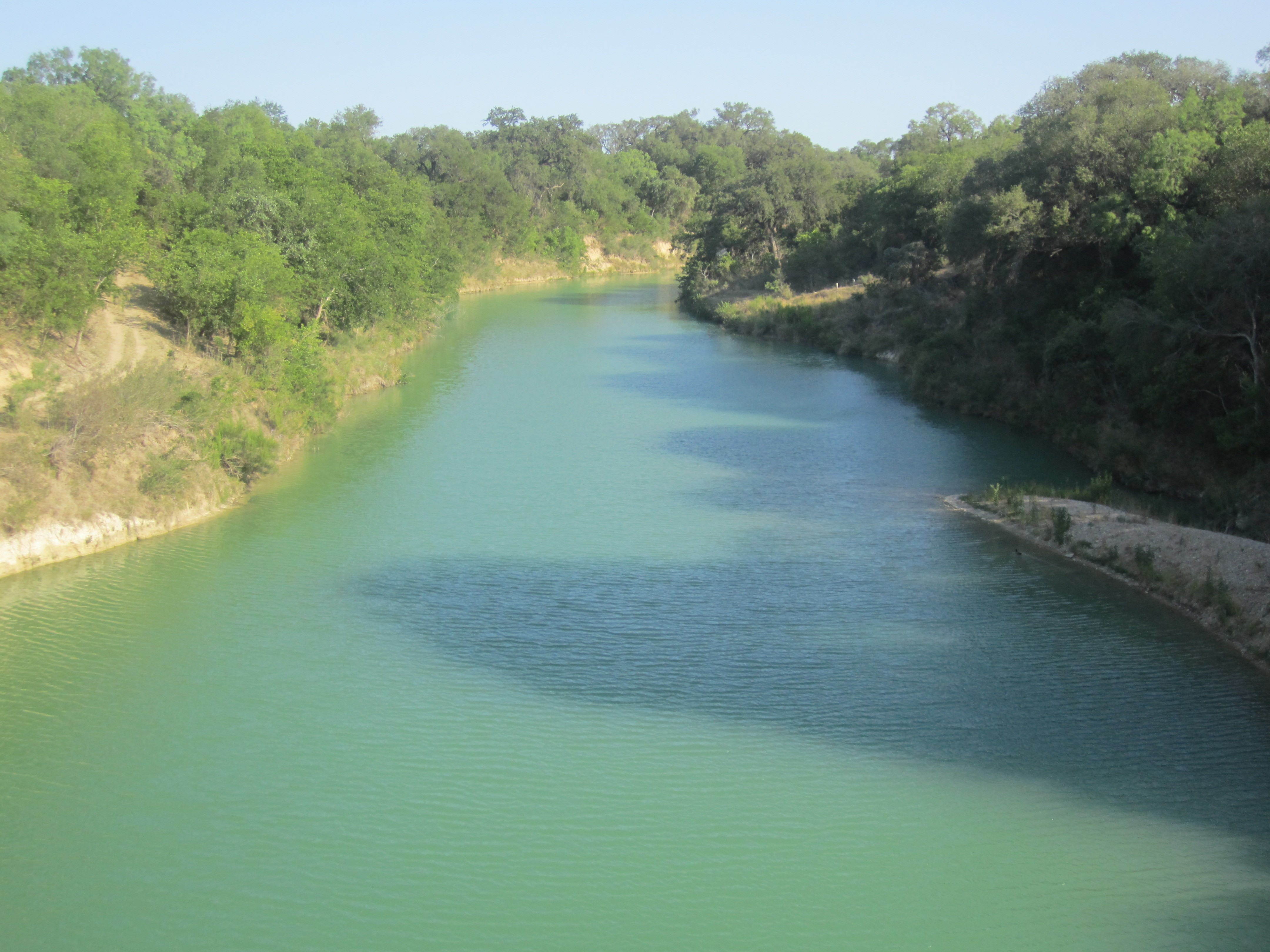
ホンド市の南にあるホンド・クリーク
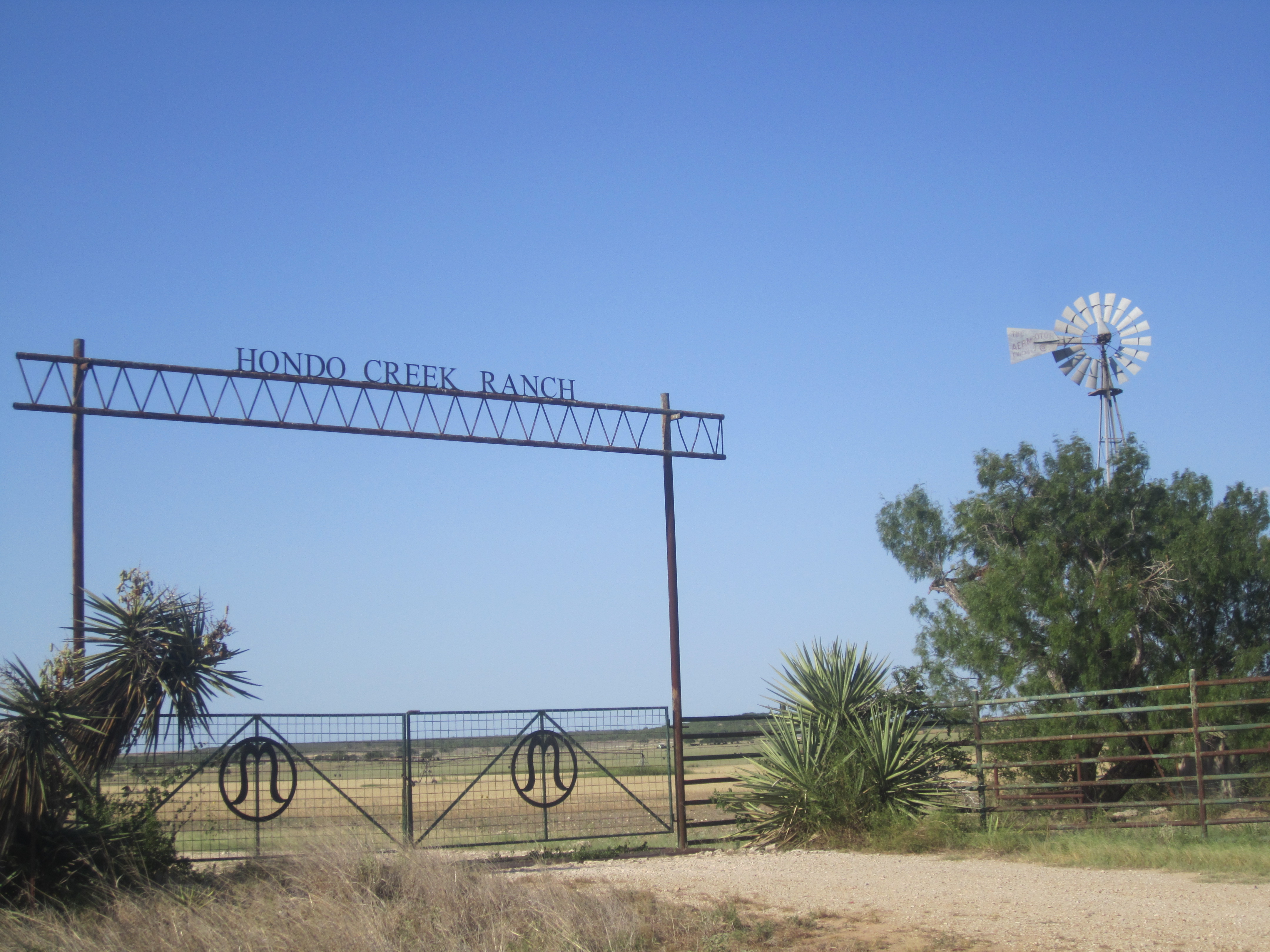
ホンド・クリーク牧場の入り口
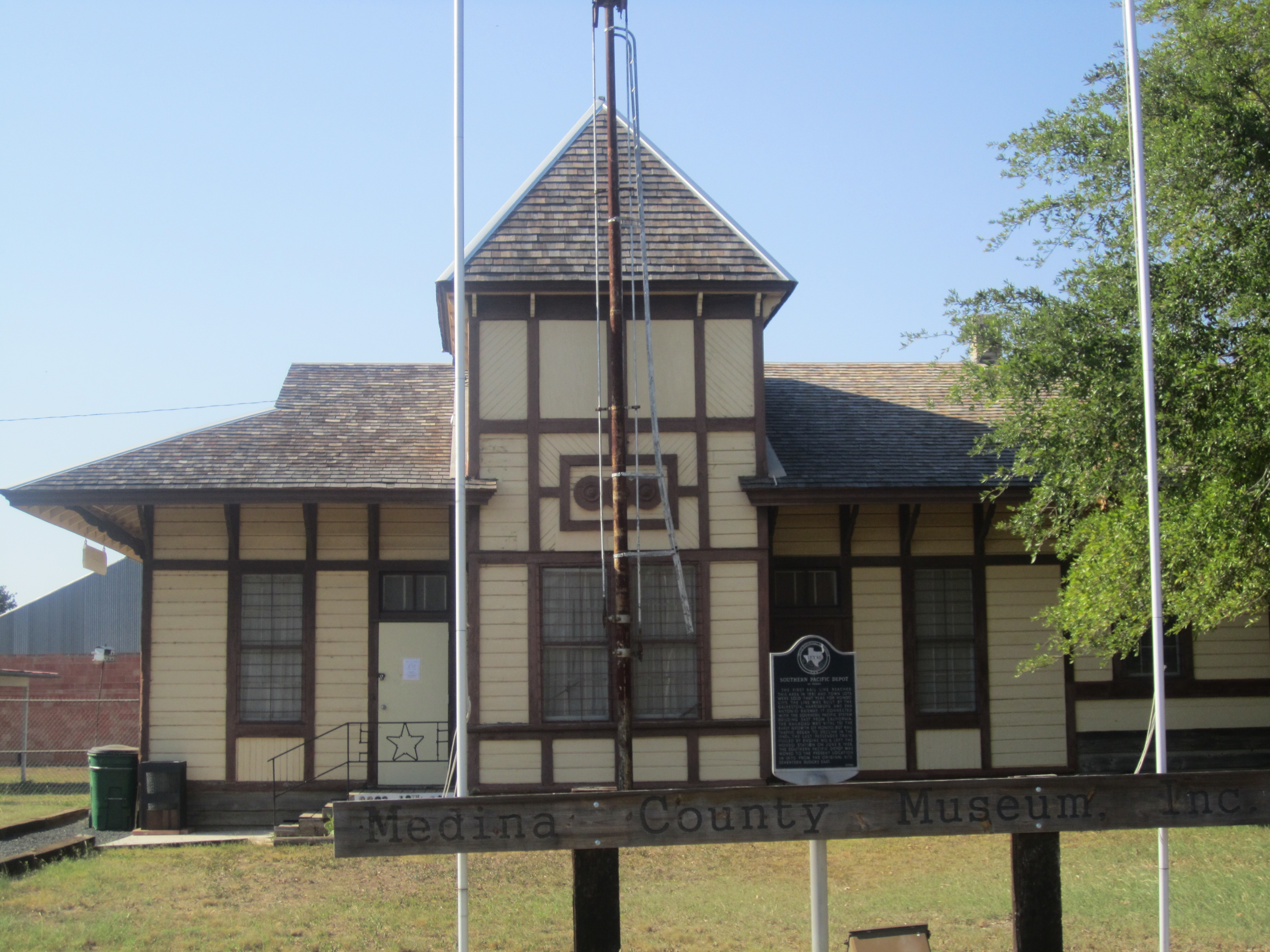
メディナ郡博物館、ホンド市のアメリカ国道90号線近くにある
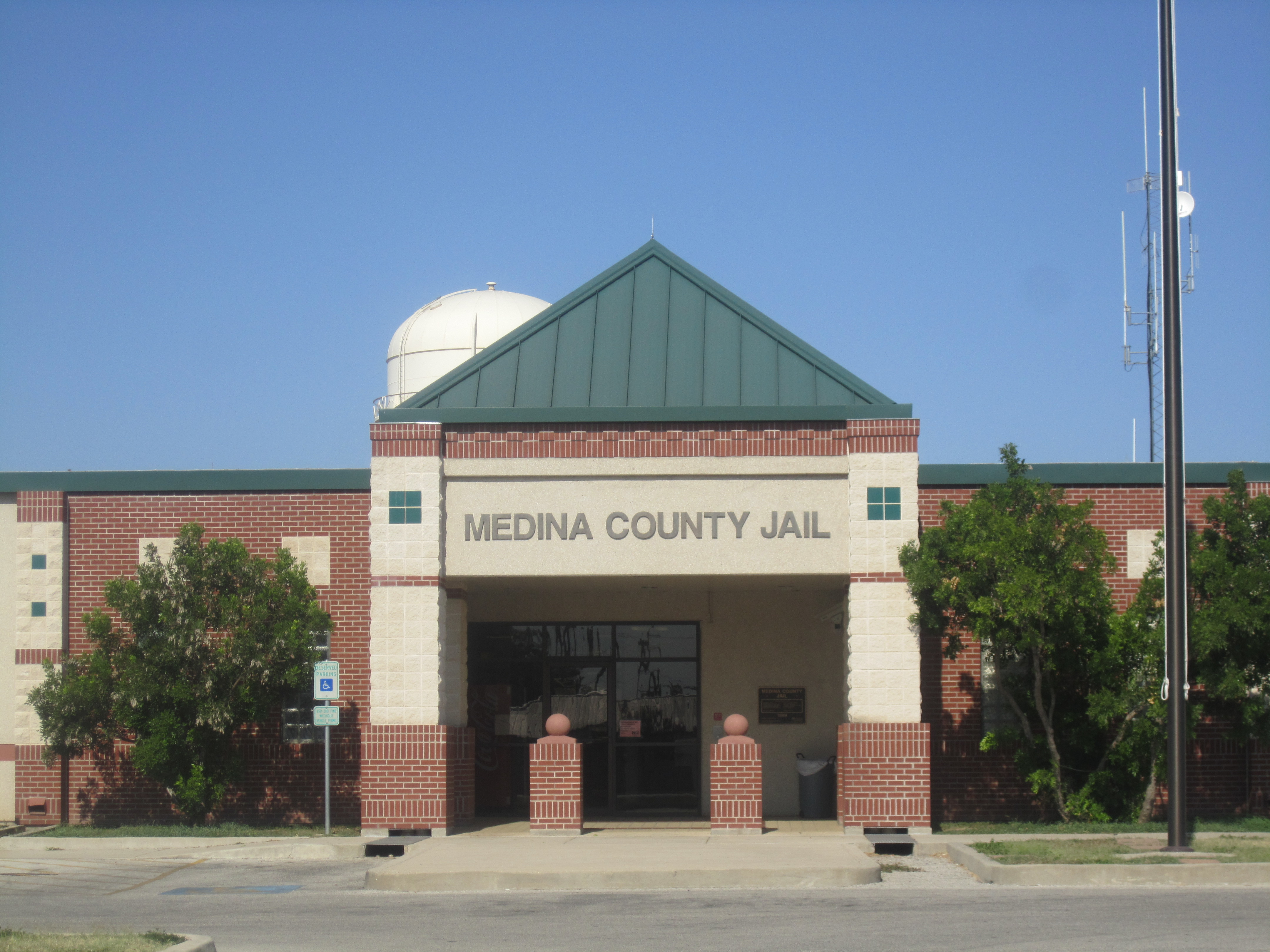
メディナ郡収監所
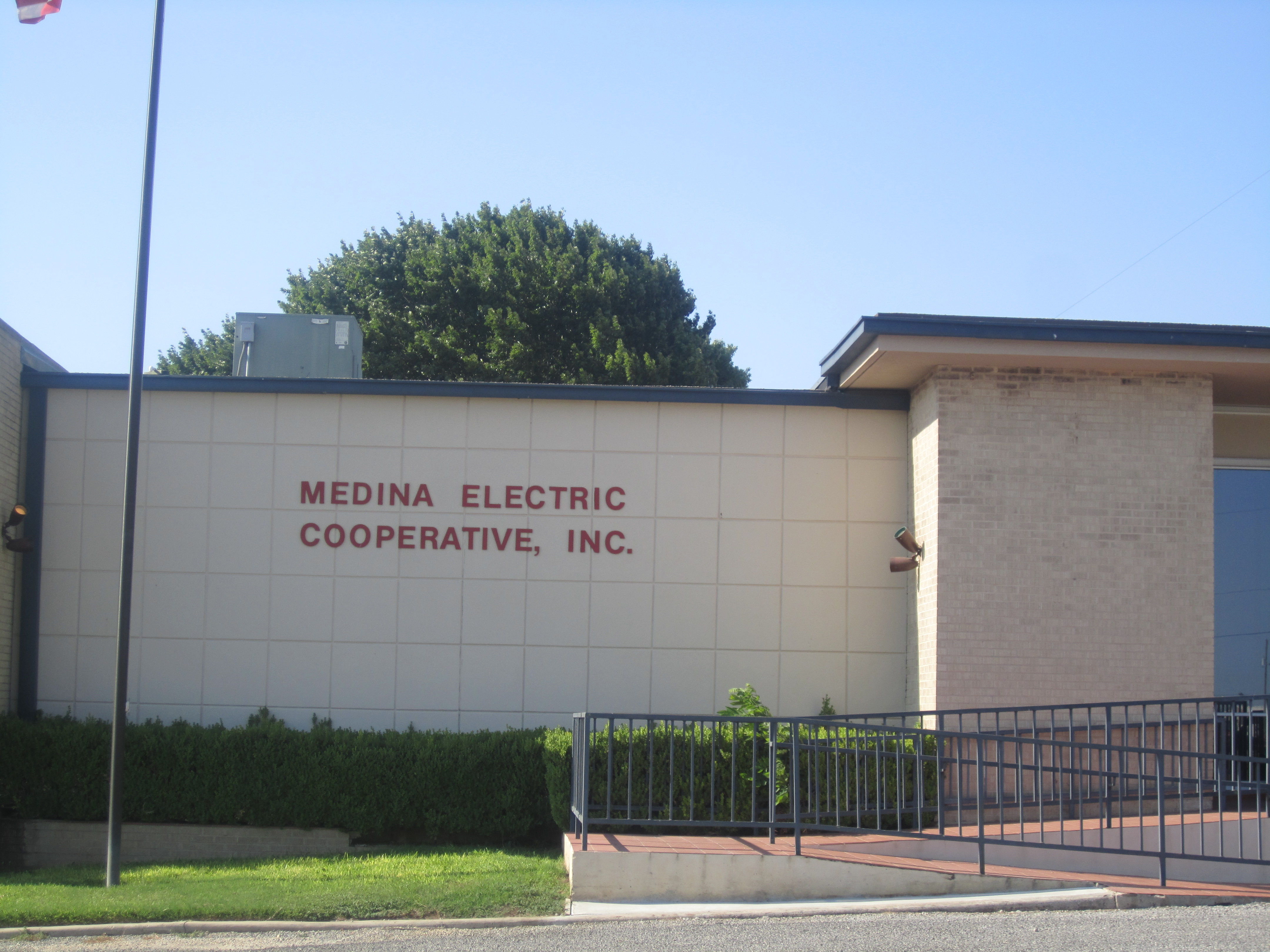
ホンド市にあるメディナ電力会社
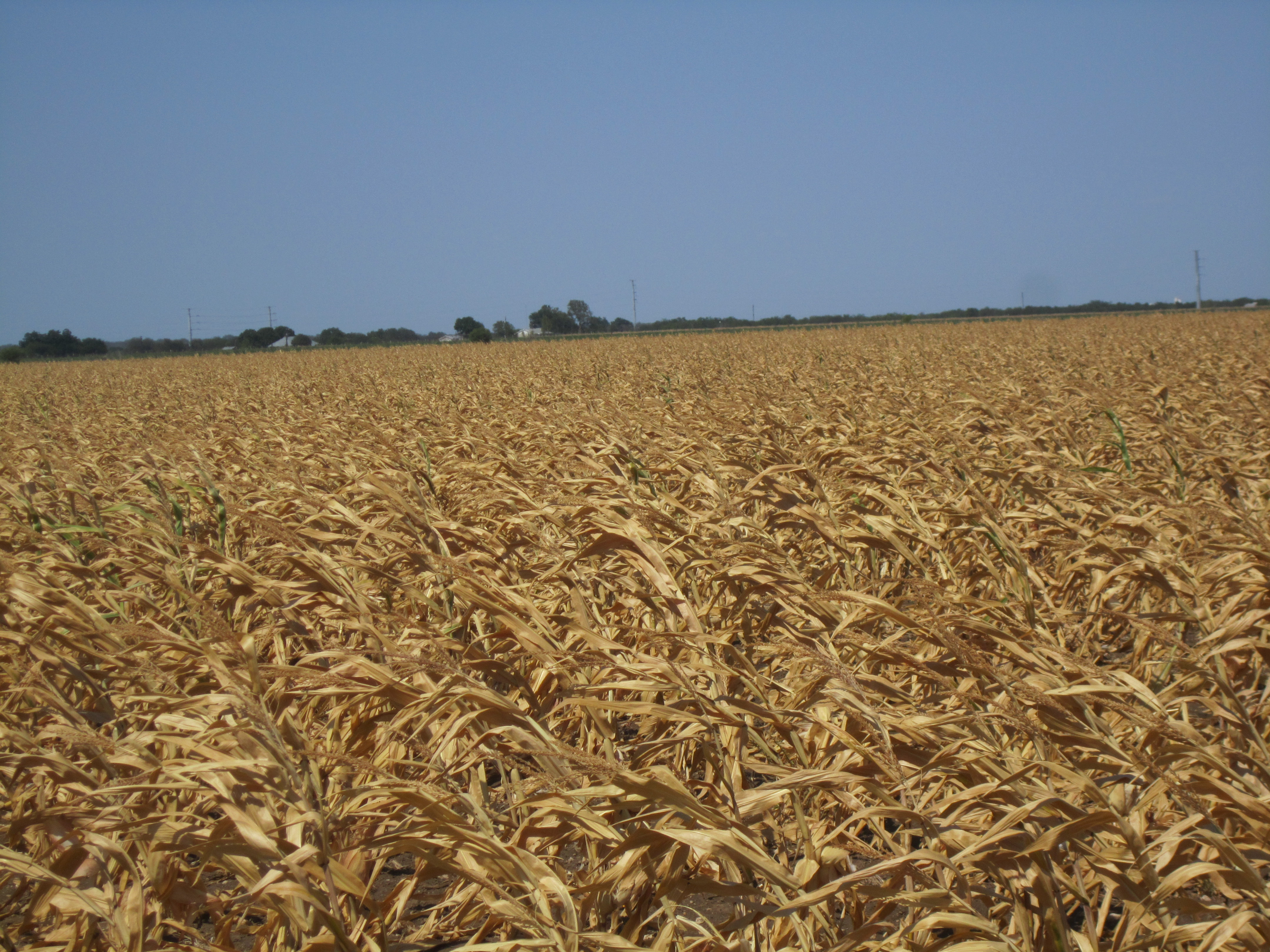
カストロビルの枯れたトウモロコシ畑
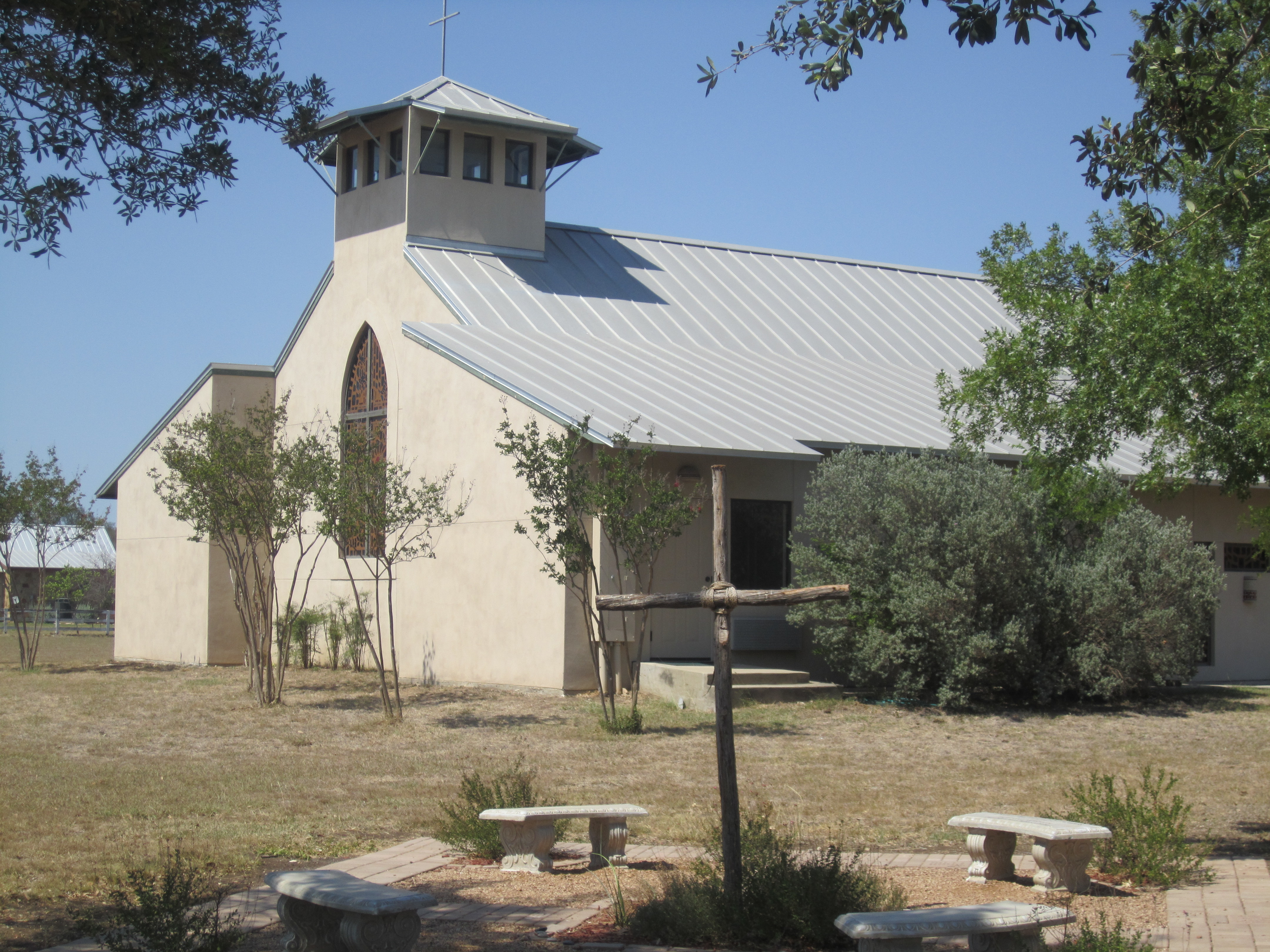
カストロビルにある、メディナバレー・ユナイテッド・メソジスト教会

### 隣接する郡
- バンデラ郡 - 北
- ベア郡 - 東
- アタスコサ郡 - 南東
- フリオ郡 - 南
- ウバルデ郡 - 西

## 人口動態
以下は2000年国勢調査による人口統計データである。
| 基礎データ - 人口: 39,304人 - 世帯数: 12,880 世帯 - 家族数: 10,136 家族 - 人口密度: 11人/km2（30人/mi2） - 住居数: 14,826軒 - 住居密度: 4軒/km2（11軒/mi2） 人種別人口構成 - 白人: 79.38% - アフリカン・アメリカン: 2.20% - ネイティブ・アメリカン: 0.68% - アジア人: 0.33% - 太平洋諸島系: 0.05% - その他の人種: 14.48% - 混血: 2.88% - ヒスパニック・ラテン系: 45.47% 年齢別人口構成 - 18歳未満: 29.0% - 18-24歳: 8.4% - 25-44歳: 28.7% - 45-64歳: 21.5% - 65歳以上: 12.4% - 年齢の中央値: 34歳 - 性比（女性100人あたり男性の人口） - 総人口: 105.6 - 18歳以上: 104.9 | 世帯と家族（対世帯数） - 18歳未満の子供がいる: 39.1% - 結婚・同居している夫婦: 63.2% - 未婚・離婚・死別女性が世帯主: 11.1% - 非家族世帯: 21.3% - 単身世帯: 18.2% - 65歳以上の老人1人暮らし: 8.2% - 平均構成人数 - 世帯: 2.91人 - 家族: 3.30人 収入と家計 - 収入の中央値 - 世帯: 36,063米ドル - 家族: 40,288米ドル - 性別 - 男性: 27,045米ドル - 女性: 21,734米ドル - 人口1人あたり収入: 15,210米ドル - 貧困線以下 - 対人口: 15.4% - 対家族数: 12.0% - 18歳未満: 19.8% - 65歳以上: 15.6% |

## 都市と町
- カストロビル
- デバイン
- ホンド - 郡庁所在地
- ラコステ
- ライトル（部分）
- ナタリア

### 未編入の町
- デハニス
- ダンレイ
- ミコ
- ピアソン
- クイヒ
- リオメディナ
- バンデアバーグ、ゴーストタウン
- ヤンシー